# Камышенка (Усть-Пристанский район)
Камышенка — село в Усть-Пристанском районе Алтайского края. Входит в состав Клепиковского сельсовета.

## История
Основано в 1776 г. В 1926 году село Камышенское состояло из 231 хозяйства. В национальном составе населения того периода преобладали русские. Действовали школа I ступени и лавка общества потребителей. В административном отношении являлось центром Камышенского сельсовета Пристанского района Бийского округа Сибирского края.

## Население
| 1926 | 2001 | 2002 | 2003 | 2004 | 2005 |
| ---- | ---- | ---- | ---- | ---- | ---- |
| 984  | ↘5   | →5   | →5   | →5   | ↘4   |
| 2006 | 2007 | 2008 | 2009 | 2010 | 2011 |
| ↘1   | →1   | →1   | →1   | ↗3   | ↗4   |
| 2012 | 2013 |      |      |      |      |
| →4   | ↗5   |      |      |      |      |

Национальный состав
Согласно результатам переписи 2002 года, в национальной структуре населения русские составляли 100 %.